# Lorenzo (rapero)
Lorenzo (Brest, Francia, 1994), nombre artístico de Jérémie Serrandour, es un rapero francés e integrante del grupo de rap Columbine, bajo el alias de Larry García. También debutó como cantante en solitario con su primer mixtape Empereur du sale, lanzado el 31 de marzo de 2016, seguido de los álbumes Rien à branler (2018) y Sex in the City (2019), ambos llegando a encabezar la lista de álbumes franceses. Su proyecto más reciente, Légende vivante, fue publicado en 2022.

## Biografía
Antes de convertirse en rapero, Jérémie Serrandour hizo su último año en la modalidad de Letras y con el itinerario de teatro y cine en el Lycée Bréquigny de Rennes, donde obtuvo su diploma de bachillerato en 2013. Fue allí donde conoció a los miembros del grupo de hip hop Columbine, produciendo bajo el nombre de Larry García la mayoría de los vídeos musicales de la banda de rap.
En 2016 Lorenzo comenzó su carrera musical publicando sus canciones humorísticas en YouTube, decidiendo a raíz de las numerosas solicitudes por parte de sus fanáticos vender un único álbum físico, titulado Empereur du sale, que él mismo había grabado en un CD y decorado con un rotulador. El disco se vendió en la plataforma eBay en cuestión de minutos, y su precio superó los 50.000 €. Posteriormente eBay retiró el CD debido al pene dibujado por Lorenzo en la carátula, siendo más tarde publicado nuevamente aunque esta vez con el pene difuminado.
Lorenzo trabajó con varios sellos discoráficos como Universal Music y Digital Distribution Serbia. Junto a ellos lanzaría su álbum Rien à branler el 23 de febrero de 2018, publicitado a través del sencillo «Carton rouge». El álbum alcanzaría la certificación de disco de platino.
Algunos de sus vídeos musicales en YouTube han recibido millones de reproducciones como «Fume à fond», «Freestyle du sale» y «Le Son qui fait plaiz», convirtiéndose en un fenómeno de Internet. Su sencillo «Fume à fond» fue certificado como disco de oro dos meses después de su lanzamiento, y en abril de 2018 el tema fue certificado como disco de diamante por el Syndicat National de l'Édition Phonographique. Lorenzo lanzaría su tercer álbum de estudio, Sex in the City, el 23 de agosto de 2019, siendo certificado nuevamente como disco de platino. En octubre de 2022 anunció la publicación de su proyecto más reciente, titulado Légende vivante.

## Discografía

### Álbumes
| Año  | Álbum            | Posiciones en las listas musicales | Posiciones en las listas musicales | Posiciones en las listas musicales | Posiciones en las listas musicales | Certificaciones |
| Año  | Álbum            | FRA                                | BEL (Fl)                           | BEL (Wa)                           | SUI                                | Certificaciones |
| ---- | ---------------- | ---------------------------------- | ---------------------------------- | ---------------------------------- | ---------------------------------- | --------------- |
| 2017 | Empereur du sale | 102                                | —                                  | 138                                | —                                  |                 |
| 2018 | Rien à branler   | 1                                  | 184                                | 4                                  | 10                                 | - SNEP: Platino |
| 2019 | Sex in the City  | 1                                  | 73                                 | 3                                  | 5                                  | - SNEP: Platino |
| 2022 | Légende vivante  | 1                                  | —                                  | 7                                  | 16                                 |                 |